# Elezioni presidenziali in Ciad del 2016
Le elezioni presidenziali in Ciad del 2016 si tennero il 10 aprile.

## Risultati
| Candidati               | Partiti                                              | Voti      | %     |
| ----------------------- | ---------------------------------------------------- | --------- | ----- |
| Idriss Déby             | Movimento Patriottico di Salvezza                    | 2 219 352 | 59,92 |
| Saleh Kebzabo           | Unione Nazionale per la Democrazia e il Rinnovamento | 473 074   | 12,77 |
| Laoukein Kourayo Médard | CAP-SUR                                              | 392 988   | 10,61 |
| Djimrangar Dadnadji     | Indipendente                                         | 186 857   | 5,04  |
| Delwa Kassiré Koumakoye | Indipendente                                         | 73 636    | 1,99  |
| Malloum Yoboide Djeraki | Indipendente                                         | 67 019    | 1,81  |
| Mahamat Ahmad al-Habo   | Indipendente                                         | 58 533    | 1,58  |
| Abdoulaye Mbodou Mbami  | Indipendente                                         | 53 204    | 1,44  |
| Clément Djimet Bagaou   | Indipendente                                         | 48 471    | 1,31  |
| Gali Gatta Ngothé       | Indipendente                                         | 44 899    | 1,21  |
| Brice Mbaimon Guedmbaye | Indipendente                                         | 36 647    | 0,99  |
| Djividi Boukar          | Indipendente                                         | 25 107    | 0,68  |
| Beassoumda Julien       | Indipendente                                         | 24 125    | 0,65  |
| Totale                  | Totale                                               | 3 703 912 | 100   |